# Oina

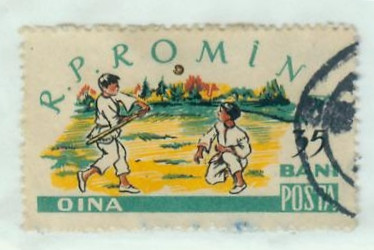
Selo romeno com indivíduos praticando o oina.

Oina (AFI: ['oj.na]) é um esporte tradicional romeno, jogado com uma bola, similar ao beisebol.

## História
É mencionado pela primeira vez durante o reino de Vlaicu Vodă, em 1364, quando foi descrito como um jogo tradicional de pastores que começava a se espalhar por toda a Valáquia.
Em 1899, Spiru Haret, então Ministro da Educação, decidiu que o oina deveria ser jogado nas escolas, nas aulas de Educação Física, e organizou as primeiras competições anuais de oina.
A Federação Romena de Oina foi fundada em 1932; atualmente existem duas federações, uma com sede em Bucareste, Romênia, e outra em Chişinău, na Moldávia.

## Regras
Existem duas equipes, uma que esta "rebatendo" ("la bătaie") e outra que está "agarrando" ("la prindere").
O jogo começa com a equipe que rebate; um de seus jogadores arremessando a bola enquanto outro jogador da mesma equipe tem de acertá-la com um bastão de madeira e mandá-la o mais longe que puder rumo ao campo adversário. O jogador tem de, então, correr pelas "pistas de ida e volta" (culoarele de ducere şi întoarcere) que se encontram no campo adversário, antes que o oponente receba a bola de seus companheiros de equipe.

## Comparações com o beisebol
- Bola de mesmo peso (cerca de 140 gramas)
- Taco mais longo e mais fino no oina
- Cada partida leva apenas 30 minutos no oina
- Cada equipe do oina tem 11 jogadores, contra 9 do beisebol

## Equipes
Algumas das equipes em atividade na Romênia são Siretul Bacǎu, Frontiera Tomis, Straja Bucureşti, Victoria Unirea Dej, Luceafǎrul Club Râmnicelu, Juventus Olteni, Dinamic Coruia, Victoria Surdila Greci, Cronos Bârlad, Universitatea de Vest e Viitorul Hârlǎu.